# Chalcides pulchellus
Espèce
Statut de conservation UICN

 LC  : Préoccupation mineure
Chalcides pulchellus est une espèce de sauriens de la famille des Scincidae.

## Répartition
Cette espèce est endémique du Sud-Ouest du Burkina Faso.

## Étymologie
Le nom spécifique pulchellus vient du latin pulchellus, joli, en référence à l'aspect de ce saurien.

## Publication originale
- Mocquard, 1906 : Description de quelques espèces nouvelles de Reptiles. Bulletin du Muséum national d'histoire naturelle, vol. 12, p. 464-467 (texte intégral).